# 嘉里集團郭氏基金會
嘉里集团郭氏基金会由2007起在中国大陆的农村地区展开脱贫工作的慈善機構，目的是要为解决社會机会分配不平均。基金会总部设于香港。 

## 基金會歷史
為了解決社會機會分配不平均的問題，基金會提倡採用集中於四個範疇: 衛生、教育、產業和環境，首先幫助社區建立自立能力，繼而用自己的能力解決餘下的問題，為自己和為他人創造機會。
基金会现时已在12个中国省份里的一些农村成立脱贫基地: 湖南、山西、云南、贵州、四川、陕西、湖北、江西、内蒙古、福建、青海和广西。2011年起，基金会把农村脱贫模式带到城市去，在香港及北京展开工作。